# 김종환 (1957년)
김종환(1957년 ~ )은 대한민국의 로봇공학자이다. 한국과학기술원 전기및전자공학부 교수이다.
한국과학기술원(KAIST) 김종환 교수는 서울대에서 전자공학으로 학사, 석사, 박사학위를 받았다. 졸업 후 1988년부터 현재까지 KAIST 교수로 재직하며 기계지능연구실(MIR)을 운영하고 있다. 공과대학장을 역임했으며 기계지능 및 로봇공학 다기관지원 연구단 단장((MIR-MSREP)을 맡아 단순 기계학습을 넘어 인간의 지능을 학습하는 기계지능학습(Machine Intelligence Learning) 기술을 개발하였다. IEEE Fellow이면서 1995년 최초로 로봇축구, 1998년 국제로봇올림피아드, 2017년 AI(인공지능) 월드컵을 창시해 국내 로봇산업을 발전시키고 국제화시킨 로봇공학자다. 세계로봇축구연맹 회장, 국제로봇올림피아드위원회 회장, 대한로봇축구협회 회장, 우주정보소년단 부총재, 카이스트 마이크로 로봇설계교육센터 소장, 카이스트 지능로봇연구센터 소장을 역임했다. 주요 연구분야는 인공지능 분야다. 스위스 다보스포럼에 초청돼 연설하는 등 인공지능 로봇 분야 최고 권위자 가운데 한사람이다.
로봇이 일반인에게 로봇이 알려진 건 그가 1995년 창시한 로봇축구가 톡톡히 한몫 했다. 실시간 제어ㆍ비전시스템과 인공지능 등이 결합된 로봇축구 시스템을 세계 최초로 창안했다. 로봇유전자를 세계 최초로 만든 사람도 그다. 이어 1997년 세계로봇축구연맹(FIRA)을 창설해 로봇문화 확산에 앞장섰다. 1999년 교육용 로봇 플랫폼을 비롯해  PC에 센서를 부착해 인터넷 기반의 퍼스널 로봇인 ‘마이봇’(MyBot)을 개발하였다. 2000년 인간형 로봇 ‘한사람(HANSARAM)’을 개발하여 이동로봇의 지능화에 기여하였다.

## 경력
1997년 세계로봇축구연맹(FIRA) 창설
1998년 국제로봇올림피아드(IRO) 창설
1999년 PC에 센서를 부착해 인터넷 기반의 퍼스널 로봇인 ‘마이봇’(MyBot) 개발
2000년 인간형 로봇 ‘한사람(HANSARAM)’ 개발
2017년 AI(인공지능) 월드컵을 창시

## 수상
1997년  자랑스런 신한국인 대통령상,
2011년  로봇산업 발전 공로로 2011년 제6회 대한민국 로봇대상 산업부장관상
 
2016년  서울대 개교 70주년 '한국을 빛내는 70인의 서울공대 박사'에 선정

## 같이 보기
- 지능형 로봇
- 로봇산업
- 로봇인
- 로봇공학자